# 羅沃雷
羅伯雷是玻利維亞的城鎮，位於該國東南部，由聖克魯斯省負責管轄，距離首府聖克魯斯445公里，海拔高度261米，每年平均降雨量986毫米，2010年人口10,816。
18°20′S 59°45′W / 18.333°S 59.750°W